# The Big Issue
The Big Issue (с англ. «большая проблема») — британская уличная газета, ставшая одним из ведущих социальных предприятий в Великобритании и одной из самых распространённых уличных газет в мире — продаётся во множестве стран на четырёх континентах.
Как и практически все уличные газеты, реализуется бездомными, однако в отличие от большинства из них создаётся профессиональными журналистами.
Цель издания — предложить бездомным людям возможность минимального заработка и интегрировать их в общество.
Для реализации поставленной цели, как и в других уличных газетах, номера реализуются бездомным за половину цены, и следом те продают их по объявленной стоимости.

## История
Джон Бёрд и Анита Роддик основали в 1991 году в Лондоне журнал The Big Issue, развив идею возникшей в 1989 году в Нью-Йорке первой в современной истории классической уличной газеты Street News в 1989 году.
Первоначальные инвестиции составили 50 000 долларов США и поступили от косметического бренда Body Shop.
На момент запуска проекта цена номера составляла 50 пенсов, однако со временем выросла до 2,5 фунтов стерлингов.
Первое время журнал выходил раз в месяц, но в июне 1993 года The Big Issue стал еженедельником.
В 1995 году, воодушевлённый успехом издания Джон Бёрд учредил The Big Issue Foundation для поддержки своего детища, распространения зарекомендовавшей себя идеи и реализации миссии по социализации и помощи бездомным.
В 2001 году журнал поставил рекорд по тиражу, продав 300 000 экземпляров.
С середины 2000-х годов The Big Issue столкнулся с проблемой ухода читателей в онлайн.
С 2007 года тираж Big Issue упал с 167 000 до менее чем 125 000 в 2012 году.
Возросла конкуренция и между продавцами.
Уличная газета встала перед проблемой невозможности воплощения своих целей и начала поиск путей решения этой задачи.
Одним из выходов из ситуации виделась продажа специальных карт, с напечатанным на них QR-кодом, стоимость которых равнялась 2,5 фунта — столько же, сколько стоит бумажная версия журнала.
Чтобы получить доступ к очередному номеру журнала нужно купить карту и просканировать QR-код камерой гаджета, или же посетить сайт издания и ввести код вручную.
Другой задумкой было превращение продавцов в репортёров.
В 2011 году издание планировало выдать смартфоны тысячам бездомных, с целью получения обратной связи — фотографий, аудио и видео файлов с мест событий.
Тем не менее в 2012 году редакция решила пойти традиционным путём, перезапустив формат, сделав редизайн и сместив акцент с развлекательной на политическую журналистику, пригласив новых обозревателей и повысив цену.